# Hyphydrus elegans
Hyphydrus elegans är en skalbaggsart som först beskrevs av Xavier Montrouzier 1860.  Hyphydrus elegans ingår i släktet Hyphydrus och familjen dykare. Inga underarter finns listade i Catalogue of Life.

## Bildgalleri

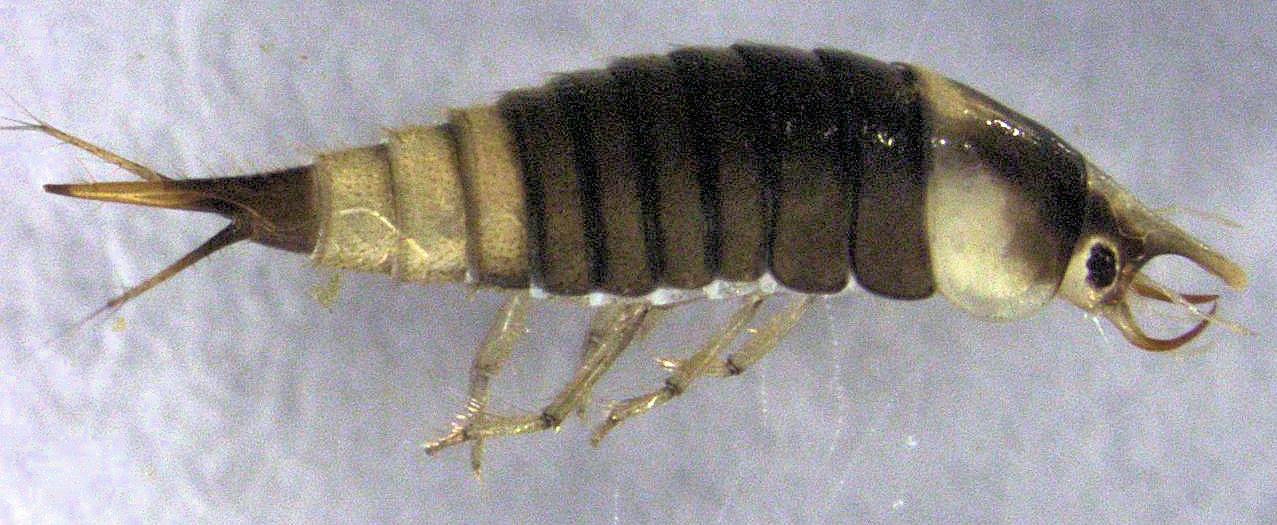